# 徐慶煌
徐慶煌（1976年12月11日—），臺灣高雄市人，中國國民黨籍政治人物，前立委徐志明之子，是飛靶射擊全國紀錄保持人和亞運射擊國手，現任經濟部工業局觀音工業區服務中心主任。
2019年3月30日，原有意參選屏東縣第1選區的徐慶煌決定回家鄉高雄參選高雄第4選區立委，而時任高雄市社會局長葉壽山則將回屏東參加立委初選。6月初選勝出，將再次對決民進黨現任立委林岱桦。

## 選舉紀錄
| 年度 | 選舉屆數           | 選舉區           | 所屬政黨   | 得票數 | 得票率 | 當選標記 | 備註 |
| ---- | ------------------ | ---------------- | ---------- | ------ | ------ | -------- | ---- |
| 2008 | 第七屆立法委員選舉 | 高雄縣第三選舉區 | 無黨籍     | 13,158 | 10.64% |          |      |
| 2011 | 第七屆立法委員補選 | 高雄市第四選舉區 | 中國國民黨 | 23,409 | 30.31% |          |      |
| 2020 | 第十屆立法委員選舉 | 高雄市第四選舉區 | 中國國民黨 | 56,774 | 28.83% |          |      |

## 外部連結
- 徐慶煌臉書 （页面存档备份，存于）